# Campeonato Argentino Juvenil 1993
El Campeonato Argentino Juvenil de 1993 fue la vigésimo-segunda edición del torneo para seleccionados juveniles de las uniones regionales afiliadas a la Unión Argentina de Rugby. Se llevó a cabo entre el 14 y el 29 de agosto de 1993. La fase final se disputó en las instalaciones del Jockey Club de Salta, siendo organizada por segunda vez por la Unión de Rugby de Salta.
El torneo volvió a disputarse con el formato de subsedes a eliminación directa luego de tres temporadas de seguir el formato del Campeonato Argentino de Mayores. A diferencia de los anteriores torneos con formato de subsedes, la unión sede de las fases finales (en este caso, Salta) ya no clasificó a las semifinales de forma directa.
El seleccionado de Buenos Aires derrotó en la final a la Unión de Rugby de Tucumán, consiguiendo su décimo-octavo título y el tercero de forma consecutiva.
A partir de esta temporada un nuevo torneo juvenil organizado por la UAR comenzó a disputarse en paralelo al Argentino Juvenil: el Campeonato Argentino de Menores de 21 reunió a doce seleccionados regionales para jugadores de menos de 21 años.

## Equipos participantes
Disputaron esta edición dieciséis equipos: quince uniones provinciales y la Unión Argentina de Rugby, representada por el seleccionado de Buenos Aires.
| Equipo              | Unión                                                     |
| ------------------- | --------------------------------------------------------- |
| Alto Valle          | Unión de Rugby del Alto Valle de Río Negro y Neuquén      |
| Buenos Aires        | Unión Argentina de Rugby                                  |
| Centro              | Unión de Rugby del Centro de la Provincia de Buenos Aires |
| Córdoba             | Unión Cordobesa de Rugby                                  |
| Cuyo                | Unión de Rugby de Cuyo                                    |
| Entre Ríos          | Unión Entrerriana de Rugby                                |
| Mar del Plata       | Unión de Rugby de Mar del Plata                           |
| Misiones            | Unión de Rugby de Misiones                                |
| Nordeste            | Unión de Rugby del Nordeste                               |
| Rosario             | Unión de Rugby de Rosario                                 |
| Salta               | Unión de Rugby de Salta                                   |
| San Juan            | Unión Sanjuanina de Rugby                                 |
| Santa Fe            | Unión Santafesina de Rugby                                |
| Santiago del Estero | Unión Santiagueña de Rugby                                |
| Sur                 | Unión de Rugby del Sur                                    |
| Tucumán             | Unión de Rugby de Tucumán                                 |

## Primera fase

### Zona A
Buenos Aires actuó como sede de la Zona A.
|  | Semifinales   | Semifinales   | Semifinales   |               |              | Final         | Final         | Final         |  |
|  | 14 de agosto  | 14 de agosto  | 14 de agosto  |               |              | 15 de agosto  | 15 de agosto  | 15 de agosto  |  |
|  |               |               |               |               |              |               |               |               |  |
|  |               |               |               |               |              |               |               |               |  |
|  | Buenos Aires  | Buenos Aires  | 88            |               |              |               |               |               |  |
|  | Buenos Aires  | Buenos Aires  | 88            |               |              |               |               |               |  |
|  | Centro        | Centro        | 0             |               |              |               |               |               |  |
|  | Centro        | Centro        | 0             |               | Buenos Aires | Buenos Aires  | 54            |               |  |
|  |               |               |               |               | Buenos Aires | Buenos Aires  | 54            |               |  |
|  |               |               | Mar del Plata | Mar del Plata | 6            |               |               |               |  |
|  | Entre Ríos    | Entre Ríos    | Mar del Plata | Mar del Plata | 6            | 7             |               |               |  |
|  | Entre Ríos    | Entre Ríos    |               |               |              | 7             |               |               |  |
|  | Mar del Plata | Mar del Plata | 39            |               |              | Tercer puesto | Tercer puesto | Tercer puesto |  |
|  | Mar del Plata | Mar del Plata | 39            |               |              | Tercer puesto | Tercer puesto | Tercer puesto |  |
|  |               |               |               |               |              |               |               |               |  |
|  |               |               |               |               |              | Centro        | Centro        | 10            |  |
|  |               |               |               |               |              | Centro        | Centro        | 10            |  |
|  |               |               |               |               |              | Entre Ríos    | Entre Ríos    | 29            |  |
|  |               |               |               |               |              | Entre Ríos    | Entre Ríos    | 29            |  |
|  |               |               |               |               |              |               |               |               |  |

### Zona B
La Unión de Rugby de Rosario y la Unión Santafesina de Rugby actuaron como sedes de la Zona B.
|  | Semifinales  | Semifinales  | Semifinales  |          |         | Final         | Final         | Final         |  |
|  | 14 de agosto | 14 de agosto | 14 de agosto |          |         | 15 de agosto  | 15 de agosto  | 15 de agosto  |  |
|  |              |              |              |          |         |               |               |               |  |
|  |              |              |              |          |         |               |               |               |  |
|  | Rosario      | Rosario      | 49           |          |         |               |               |               |  |
|  | Rosario      | Rosario      | 49           |          |         |               |               |               |  |
|  | Nordeste     | Nordeste     | 15           |          |         |               |               |               |  |
|  | Nordeste     | Nordeste     | 15           |          | Rosario | Rosario       | 32            |               |  |
|  |              |              |              |          | Rosario | Rosario       | 32            |               |  |
|  |              |              | Santa Fe     | Santa Fe | 11      |               |               |               |  |
|  | Santa Fe     | Santa Fe     | Santa Fe     | Santa Fe | 11      | 44            |               |               |  |
|  | Santa Fe     | Santa Fe     |              |          |         | 44            |               |               |  |
|  | Sur          | Sur          | 16           |          |         | Tercer puesto | Tercer puesto | Tercer puesto |  |
|  | Sur          | Sur          | 16           |          |         | Tercer puesto | Tercer puesto | Tercer puesto |  |
|  |              |              |              |          |         |               |               |               |  |
|  |              |              |              |          |         | Nordeste      | Nordeste      | 56            |  |
|  |              |              |              |          |         | Nordeste      | Nordeste      | 56            |  |
|  |              |              |              |          |         | Sur           | Sur           | 5             |  |
|  |              |              |              |          |         | Sur           | Sur           | 5             |  |
|  |              |              |              |          |         |               |               |               |  |

### Zona C
La Unión Cordobesa de Rugby actuó como sede de la Zona C en la ciudad de Río Cuarto.
|  | Semifinales  | Semifinales  | Semifinales  |         |         | Final         | Final         | Final         |  |
|  | 14 de agosto | 14 de agosto | 14 de agosto |         |         | 15 de agosto  | 15 de agosto  | 15 de agosto  |  |
|  |              |              |              |         |         |               |               |               |  |
|  |              |              |              |         |         |               |               |               |  |
|  | Córdoba      | Córdoba      | 44           |         |         |               |               |               |  |
|  | Córdoba      | Córdoba      | 44           |         |         |               |               |               |  |
|  | Misiones     | Misiones     | 4            |         |         |               |               |               |  |
|  | Misiones     | Misiones     | 4            |         | Córdoba | Córdoba       | 15            |               |  |
|  |              |              |              |         | Córdoba | Córdoba       | 15            |               |  |
|  |              |              | Tucumán      | Tucumán | 20      |               |               |               |  |
|  | Tucumán      | Tucumán      | Tucumán      | Tucumán | 20      | 24            |               |               |  |
|  | Tucumán      | Tucumán      |              |         |         | 24            |               |               |  |
|  | Salta        | Salta        | 12           |         |         | Tercer puesto | Tercer puesto | Tercer puesto |  |
|  | Salta        | Salta        | 12           |         |         | Tercer puesto | Tercer puesto | Tercer puesto |  |
|  |              |              |              |         |         |               |               |               |  |
|  |              |              |              |         |         | Misiones      | Misiones      | 5             |  |
|  |              |              |              |         |         | Misiones      | Misiones      | 5             |  |
|  |              |              |              |         |         | Salta         | Salta         | 55            |  |
|  |              |              |              |         |         | Salta         | Salta         | 55            |  |
|  |              |              |              |         |         |               |               |               |  |

### Zona D
La Unión Sanjuanina de Rugby actuó como sede de la Zona D.
|  | Semifinales         | Semifinales         | Semifinales  |      |                     | Final               | Final         | Final         |  |
|  | 15 de agosto        | 15 de agosto        | 15 de agosto |      |                     | 16 de agosto        | 16 de agosto  | 16 de agosto  |  |
|  |                     |                     |              |      |                     |                     |               |               |  |
|  |                     |                     |              |      |                     |                     |               |               |  |
|  | San Juan            | San Juan            | 17           |      |                     |                     |               |               |  |
|  | San Juan            | San Juan            | 17           |      |                     |                     |               |               |  |
|  | Santiago del Estero | Santiago del Estero | 19           |      |                     |                     |               |               |  |
|  | Santiago del Estero | Santiago del Estero | 19           |      | Santiago del Estero | Santiago del Estero | 11            |               |  |
|  |                     |                     |              |      | Santiago del Estero | Santiago del Estero | 11            |               |  |
|  |                     |                     | Cuyo         | Cuyo | 8                   |                     |               |               |  |
|  | Cuyo                | Cuyo                | Cuyo         | Cuyo | 8                   | 62                  |               |               |  |
|  | Cuyo                | Cuyo                |              |      |                     | 62                  |               |               |  |
|  | Alto Valle          | Alto Valle          | 15           |      |                     | Tercer puesto       | Tercer puesto | Tercer puesto |  |
|  | Alto Valle          | Alto Valle          | 15           |      |                     | Tercer puesto       | Tercer puesto | Tercer puesto |  |
|  |                     |                     |              |      |                     |                     |               |               |  |
|  |                     |                     |              |      |                     | San Juan            | San Juan      | 15            |  |
|  |                     |                     |              |      |                     | San Juan            | San Juan      | 15            |  |
|  |                     |                     |              |      |                     | Alto Valle          | Alto Valle    | 16            |  |
|  |                     |                     |              |      |                     | Alto Valle          | Alto Valle    | 16            |  |
|  |                     |                     |              |      |                     |                     |               |               |  |

## Fase final
La Unión de Rugby de Salta fue sede de las fases finales. Los encuentros se disputaron en las instalaciones del Jockey Club de Salta.
|  | Semifinales         | Semifinales         | Semifinales  |         |              | Final               | Final               | Final         |  |
|  | 28 de agosto        | 28 de agosto        | 28 de agosto |         |              | 29 de agosto        | 29 de agosto        | 29 de agosto  |  |
|  |                     |                     |              |         |              |                     |                     |               |  |
|  |                     |                     |              |         |              |                     |                     |               |  |
|  | Buenos Aires        | Buenos Aires        | 57           |         |              |                     |                     |               |  |
|  | Buenos Aires        | Buenos Aires        | 57           |         |              |                     |                     |               |  |
|  | Rosario             | Rosario             | 18           |         |              |                     |                     |               |  |
|  | Rosario             | Rosario             | 18           |         | Buenos Aires | Buenos Aires        | 22                  |               |  |
|  |                     |                     |              |         | Buenos Aires | Buenos Aires        | 22                  |               |  |
|  |                     |                     | Tucumán      | Tucumán | 17           |                     |                     |               |  |
|  | Tucumán             | Tucumán             | Tucumán      | Tucumán | 17           | 16                  |                     |               |  |
|  | Tucumán             | Tucumán             |              |         |              | 16                  |                     |               |  |
|  | Santiago del Estero | Santiago del Estero | 3            |         |              | Tercer puesto       | Tercer puesto       | Tercer puesto |  |
|  | Santiago del Estero | Santiago del Estero | 3            |         |              | Tercer puesto       | Tercer puesto       | Tercer puesto |  |
|  |                     |                     |              |         |              |                     |                     |               |  |
|  |                     |                     |              |         |              | Rosario             | Rosario             | 24            |  |
|  |                     |                     |              |         |              | Rosario             | Rosario             | 24            |  |
|  |                     |                     |              |         |              | Santiago del Estero | Santiago del Estero | 31            |  |
|  |                     |                     |              |         |              | Santiago del Estero | Santiago del Estero | 31            |  |
|  |                     |                     |              |         |              |                     |                     |               |  |

|                      |
| Buenos Aires Campeón |
| Décimo-octavo título |